# Rhyacophila flava
Rhyacophila flava là một loài Trichoptera trong họ Rhyacophilidae. Chúng phân bố ở miền Cổ bắc.